# Revenge (album de Warkings)
Pour les articles homonymes, voir Revenge.
Revenge est le deuxième album du groupe de power metal Warkings, publié le 31 juillet 2020.
Albums de Warkings
Reborn (Warkings)
(2018) Revolution (Warkings)
(2021)

## Liste des chansons
Toute la musique est composée par Warkings.
| No  | Titre                                | Durée |
| --- | ------------------------------------ | ----- |
| 1.  | Freedom                              | 4:20  |
| 2.  | Maximus                              | 4:12  |
| 3.  | Warriors                             | 3:52  |
| 4.  | Fight In The Shade                   | 3:57  |
| 5.  | Odin's Sons                          | 4:29  |
| 6.  | Banner High                          | 4:21  |
| 7.  | Mirror,Mirror                        | 3:45  |
| 8.  | Azrael                               | 4:12  |
| 9.  | Battle Of Marathon                   | 3:14  |
| 10. | Warking                              | 4:15  |
| 11. | Sparta featuring Queen Of The Damned | 3:27  |